# 松圍盾介殼蟲
松圍盾介殼蟲（学名：Fiorinia pinicola）为盾介殼蟲科圍盾介殼蟲屬下的一个种。